# Titouan Carod
Titouan Carod (* 1. April 1994 in Die) ist ein französischer Radrennfahrer, der im Cross-Country aktiv ist.

## Sportlicher Werdegang
Als Junior machte Carod im Jahr 2012 auf sich aufmerksam, als er bei den UCI-Mountainbike-Weltmeisterschaften Dritter und bei den UEC-Mountainbike-Europameisterschaften Zweiter im Cross-Country (XCO) wurde. Nach dem Wechsel in die U23 war er vor allem im UCI-Mountainbike-Weltcup erfolgreich: er gewann insgesamt vier Rennen und in den Jahren 2015 und 2016 jeweils die Gesamtwertung in seiner Alterskategorie.
Nach dem Wechsel in die Elite belegte Carod im Weltcup 2017 im XCO in Mont Sainte-Anne den vierten Platz, ein Jahr später wieder in Monte Saint-Anne den dritten Platz und 2019 beim Short Track (XCC) als bisher bestes Weltcup-Ergebnis den zweiten Platz in Snowshoe.
Im Jahr 2020 gewann Carod – wie im Jahr 2012 als Junior – die Bronzemedaille bei den Weltmeisterschaften und die Silbermedaille bei den Europameisterschaften. Trotz dieser Erfolge wurde er nicht für die Olympischen Sommerspiele in Tokio nominiert, da seine Weltcup-Ergebnisse Anfang der Saison 2021 hinten denen seiner Konkurrenten zurück lagen. In die Saison 2022 startete er mit zwei Erfolgen bei Rennen der hors class in Frankreich und Spanien. Zum Ende der Saison gewann er gleich die drei letzten Rennen im Weltcup in Folge und verbesserte sich noch auf den zweiten Platz der Gesamtwertung im Cross-Country.

## Erfolge
2012
- Weltmeisterschaften (Junioren) – Cross-Country XCO
- Europameisterschaften (Junioren) – Cross-Country XCO
- Französischer Meister (Junioren) – XCO

2015
- Französischer Meister (U23) – XCO
- ein Weltcup-Erfolg (U23) – XCO
- Gesamtwertung UCI-MTB-Weltcup (U23) – XCO

2016
- Europameisterschaften (U23) – Cross-Country XCO
- drei Weltcup-Erfolge (U23) – XCO
- Gesamtwertung UCI-MTB-Weltcup (U23) – XCO

2018
- Französischer Meister – XCO

2020
- Weltmeisterschaften – Cross-Country XCO
- Europameisterschaften – Cross-Country XCO

2022
- MTB French Cup Marseille (HC)
- Copa Catalana Internacional BTT Banyoles (HC)
- zwei Weltcup-Erfolge – Cross-Country XCO
- ein Weltcup-Erfolg – Short-Track XCC

2023
- Französischer Meister – XCO

2024
- Europameisterschaften – Cross-Country-Staffel